# Daniel Jędraszko
Daniel Jędraszko (n. 6 aprilie 1976, Szczecin, Polonia) este un canoist ce a reprezentat Polonia, medaliat olimpic. A participat la 3 ediții ale Jocurilor Olimpice (2000, 2004, 2008) în care a câștigat o medalie de argint.